# Рощино (Ульяновська область)
Рощино (рос. Рощино) — селище в Кузоватовському районі Ульяновської області Російської Федерації.
Населення становить 90 осіб. Входить до складу муніципального утворення Безводовське сільське поселення.

## Історія
Від 2004 року входить до складу муніципального утворення Безводовське сільське поселення.

## Населення
| 2010 |
| ---- |
| 90   |